# Osmoxylon oblongifolium
Osmoxylon oblongifolium är en araliaväxtart som beskrevs av William Raymond Philipson. Osmoxylon oblongifolium ingår i släktet Osmoxylon och familjen Araliaceae. Inga underarter finns listade.